# Le Colloque des chiens
Le Colloque des chiens (El coloquio de los perros) est une des 12 nouvelles des Nouvelles exemplaires de Miguel de Cervantes.
L'examen de cette pièce comme récit autonome au sein des Nouvelles Exemplaires est problématique car le colloque est en fait la suite d'une histoire intitulée El casamiento engañoso (Le Mariage trompeur) qui représente un prétendant dépouillé de ses biens par sa jeune épouse. Cette affaire mène le prétendant à l'hôpital où, vraisemblablement dans un délire, il voit et entend deux chiens qui commencent à parler sur le coup de minuit. C'est l'occasion pour Cervantès de faire avec humour la satire de la société dans laquelle il vit et pour les chiens de discuter de leurs expériences avec leurs maîtres et autres considérations.
Scipion et Berganza qui gardent l'hôpital de la résurrection à Valladolid se sont aperçus pendant la soirée qu'ils ont acquis la capacité de parler. Berganza décide de raconter à Scipion ses expériences avec différents maîtres en visitant des lieux tels que Séville, Montilla, Cordoba et Grenade.
Le récit de Berganza est construit selon les principes de base du roman picaresque (voyage, service auprès de différents maîtres, etc). Par le biais des commentaires de l'autre chien, Scipion, Cervantès questionne certaines des hypothèses et des techniques du genre picaresque tout en réfléchissant aux relations entre la littérature, la vraisemblance et la réalité. Cervantès laisse le lecteur déterminer si oui ou non les chiens ont effectivement parlé ou si l'homme a déliré.

## Sources de la traduction
- (en)/(es) Cet article est partiellement ou en totalité issu des articles intitulés en anglais « El coloquio de los perros » (voir la liste des auteurs) et en espagnol « El coloquio de los perros » (voir la liste des auteurs).